# Fuglsang (Angel)
 For alternative betydninger, se Fuglsang. (Se også artikler, som begynder med Fuglsang)
Fuglsang (dansk) eller Vogelsang (tysk) er en landsby beliggende ved Grimsåen øst for kommunebyen Stoltebøl i Angel i det østlige Sydslesvig. Administrativt hører landsbyen under Stoltebøl i Slesvig-Flensborg kreds i den nordtyske delstat Slesvig-Holsten. I kirkelig henseende hører Fuglsang under Tøstrup Sogn. Sognet lå dels under Slis Herred (Gottorp Amt) og dels under Kappel Herred, da Slesvig var dansk indtil 1864.
1397 kom landsbyen under Røst gods. 1837 nævnes her 4 gårdbygninger og 6 kådnersted (husmandssted). Efter den 2. slesvigske krig kom landsbyen til Tyskland, 1871 oprettedes den politiske kommune Fuglsang med 292 ha og 114 indbyggere. Med under kommunen hørte -ud over Lille og Store Fuglsang- Fuglsangmark (Vogelsangfeld), Fuglsangholt (Vogelsangholz) og Tækkerhuset (Tekerhuus, Deckerkate). Tækkerhus er sognets østlige punkt, ved grænsen til Kappel og Gelting Sogne. Det lokale mejeri lukkede i 1968. Siden 1970 hører landsbyen under Stoltebøl kommune.
Stednavnet Fuglsang findes flere steder i Danmark og Sydslesvig, bl.a. ved Flensborg (→Fuglsang (Flensborg)), Sørup og på Svans (→Fuglsang-Grønholt).